# Estany de Lanós
L'Estany de Lanós (oficialment Lac de Lanoux en francès) és un estany d'origen glacial, alimentat per les neus de les muntanyes que l'envolten, de la comuna cerdana d'Angostrina i Vilanova de les Escaldes, a la Catalunya del Nord. És considerat el llac més gran del vessant nord dels Pirineus.
És al nord-oest del terme esmentat, també al nord-oest del Carlit i del Puig de Castell Isard, a llevant del Puig Pedrós Nord i del Puig Pedrós Sud, al sud del Puig de Lanós, del Puig de les Bacivelles i de la Portella de Lanós.

## Característiques
La seva superfície (84 hm²), fondària (màxima, 53,7 m) i capacitat (17 hm³) feren que a començaments del segle xx hom es plantegés d'aprofitar-lo per proporcionar electricitat a la vall de l'Arieja. Les protestes (1916) dels regants de la Baixa Cerdanya, que temien que s'assequés el riu Querol, no s'acabaren fins a l'arbitratge del rei de Suècia el 1957: es construí una resclosa de 45 metres d'alçada i 177 d'amplada, que elevà 39 metres el nivell del llac i en féu créixer el volum fins als 70 hm³; dos rius tributaris de l'Arieja, el riu de Siscar i el de Bessines passaren a aportar aigua a l'estany, i la resclosa subministrà 50 hm³ l'any a dues centrals elèctriques de la banda d'Acs, a l'Arieja. En compensació, un canal subterrani de 5 quilòmetres passà a tornar al riu de Querol des de l'alt Arieja un cabal de 0,6 m³/s, equivalent als 20 hectòmetres cúbics que, sinó, perdrien els regants riu avall.
EDF construí una presa d'arc entre el 1957 i el 1960, i la posà en servei el 1962. L'aigua surt per una galeria subterrània en la vessant oposada a la collada de Pimorent i va a parar a l'Ospitalet on, mitjançant un salt de 700 metres, alimenta una central hidroelèctrica de 93 MW, abans de desembocar a l'Arieja.

## Vies d'accés
Per l'oest, hom hi pot arribar des del Coll del Pimorent (1.919 m), passant per la Portella de Lanós (coll de Lanós, 2.468 m), o sortint des del poble de Portè (1.600 m).
Per l'est, s'hi pot accedir des del Llac de la Bollosa (2.025 m) per dos itineraris diferents, sigui ascendint el Carlit (2.921 m), sigui pel sender Europeu 10, passant per la Portella de la Grava (2.397 m).
L'Estany de Lanós és un destí sovintejat per les rutes excursionistes del nord del Massís del Carlit.

## La dona d'aigua de l'estany
Vegeu l'article principal El llac lluminós de Lanós
Segons Joan Amades (volum IV del Costumari Català), la reina de les goges de l'estany de Lanós té domini sobre els estanys del Cadí i del Canigó, i des dels de Sant Maurici fins a les Estunes de Banyoles, i li reten vassallatges les dones d'aigua d'aquests llacs.